# Опълченско
Опълченско е село в община Кърджали в Южна България.

## География
Село Опълченско се намира на десния склон на река Арда. Отстои на 4,4 km на юг от центъра на Кърджали. Теренът е наклонен, разположен е на североизточен склон. Съгласно административно-териториалното деление на Република България село Опълченско е кметство.

## История
Статоро име на селото е Хаджи Мехмедлер.

## Население
Численост и дял на етническите групи според преброяването на населението през 2011 г.:
|                     | Численост | Дял (в %) |
| Общо                | 937       | 100,00    |
| Българи             | 77        | 8,21      |
| Турци               | 269       | 28,70     |
| Цигани              | 0         | 0,00      |
| Други               | 0         | 0,00      |
| Не се самоопределят | 40        | 4,26      |
| Неотговорили        | 550       | 58,69     |

## Религии
В селото почти 90% от жителите са мюсюлмани В квартала има християнски храм църквата „Св. Илия“ и мюсюлмански храм.

## Редовни събития
Всяка година на Елинден се провежда събора в църквата на квартала „Св. Илия“